# Дерево Бодгі

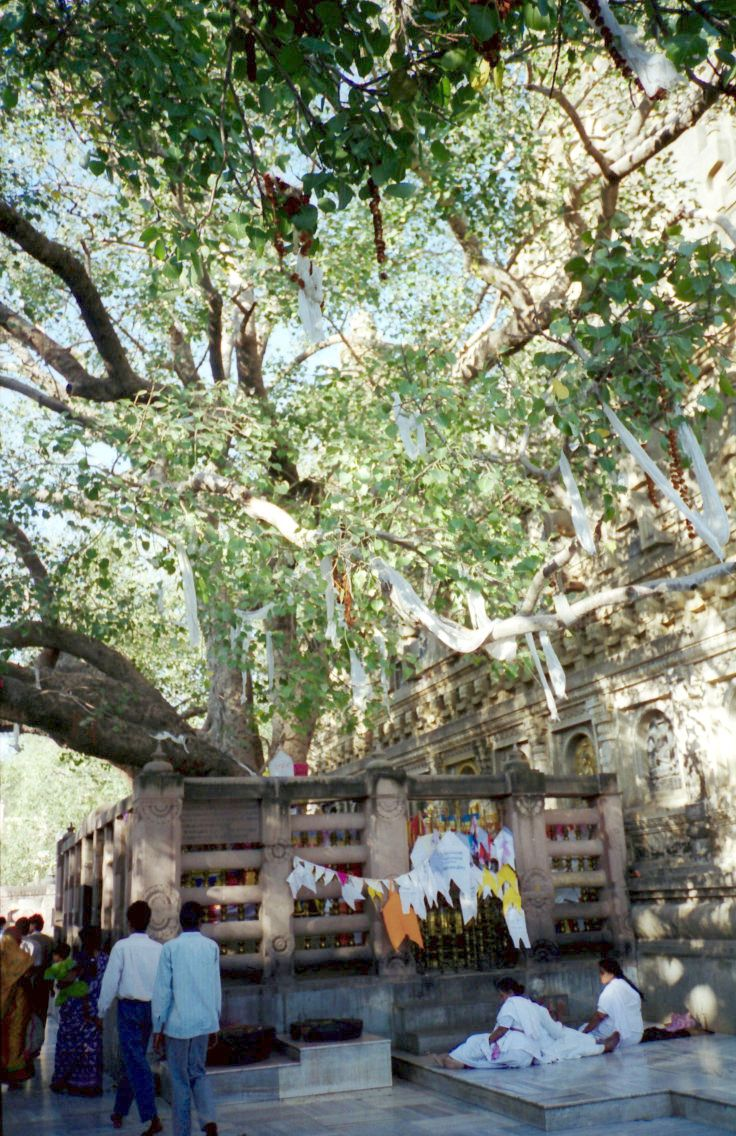
Дерево Бодгі

Дерево Бодгі — в буддизмі — легендарне дерево в гаю Урувелла, медитуючи під котрим, принц Гаутама досяг просвітлення і став Буддою. Припускають, що в цьому міфі згадується реальне дерево, що належить до виду Ficus religiosa.
Дерево Бодгі — один з головних символів у буддизмі, воно притаманне всім буддам. В буддійських монастирях дерево спеціально культивується і висаджується.
Також з цього дерева роблять буддистські чотки.